# Olivia - Forte come la verità
Olivia - Forte come la verità (Olivia) è una miniserie televisiva drammatica francese composta da 6 puntate, trasmessa in Svizzera su RTS Un dal 20 settembre al 4 ottobre 2019, in Belgio su RTBF dal 15 al 29 ottobre 2019 e in Francia su TF1 dal 17 al 31 ottobre 2019. È ideata e diretta da Franck Ollivier, prodotta da Jean-Luc Azoulay e JLA Productions ed ha come protagonista Laëtitia Milot.
In Italia la serie è andata in onda il martedì in prima serata su Canale 5 il 3 e il 10 agosto 2021 con tre puntate a serata.

## Trama
Olivia Alessandri è una madre che cresce da sola sua figlia Lou e separata da Alexandre Chevalier, suo padre. Olivia ha aperto il suo studio legale a Nizza, assumendo la causa degli oppressi.

## Episodi
| Stagione       | Episodi | Prima TV | Prima TV | Prima TV | Prima TV |
| Stagione       | Episodi | Svizzera | Belgio   | Francia  | Italia   |
| -------------- | ------- | -------- | -------- | -------- | -------- |
| Prima stagione | 6       | 2019     | 2019     | 2019     | 2021     |

## Personaggi e interpreti
- Olivia Alessandri, interpretata da Laëtitia Milot, doppiata da Francesca Manicone.
- Solène Roman, interpretata da Cyrielle Debreuil, doppiata da Myriam Catania.
- Blanchot, interpretato da Philippe Duquesne, doppiato da Stefano Thermes.
- Laurent Spagnolo, interpretato da Cyril Lecomte, doppiato da Franco Mannella.
- Clotilde, interpretata da Lola Dubini, doppiata da Eva Padoan.
- Alexis Alban, interpretato da Éric Berger, doppiato da Alessio Cigliano.
- Keller, interpretato da François-David Cardonnel.
- Lou Alessandri, interpretata da Dionea Daboville, doppiata da Vittoria Bartolomei.
- Christophe, interpretato da Xavier Lemaître, doppiato da Fabio Boccanera.
- Emma Bosco, interpretato da Maud Baecker.
- Guillaume de Chambure, interpretato da Jean-Yves Berteloot.
- Yohan, interpretato da Florian Dahan.

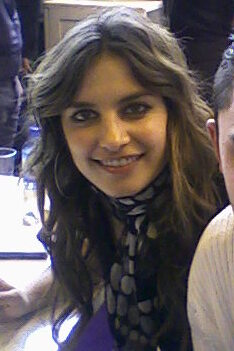
Laëtitia Milot interpreta Olivia Alessandri
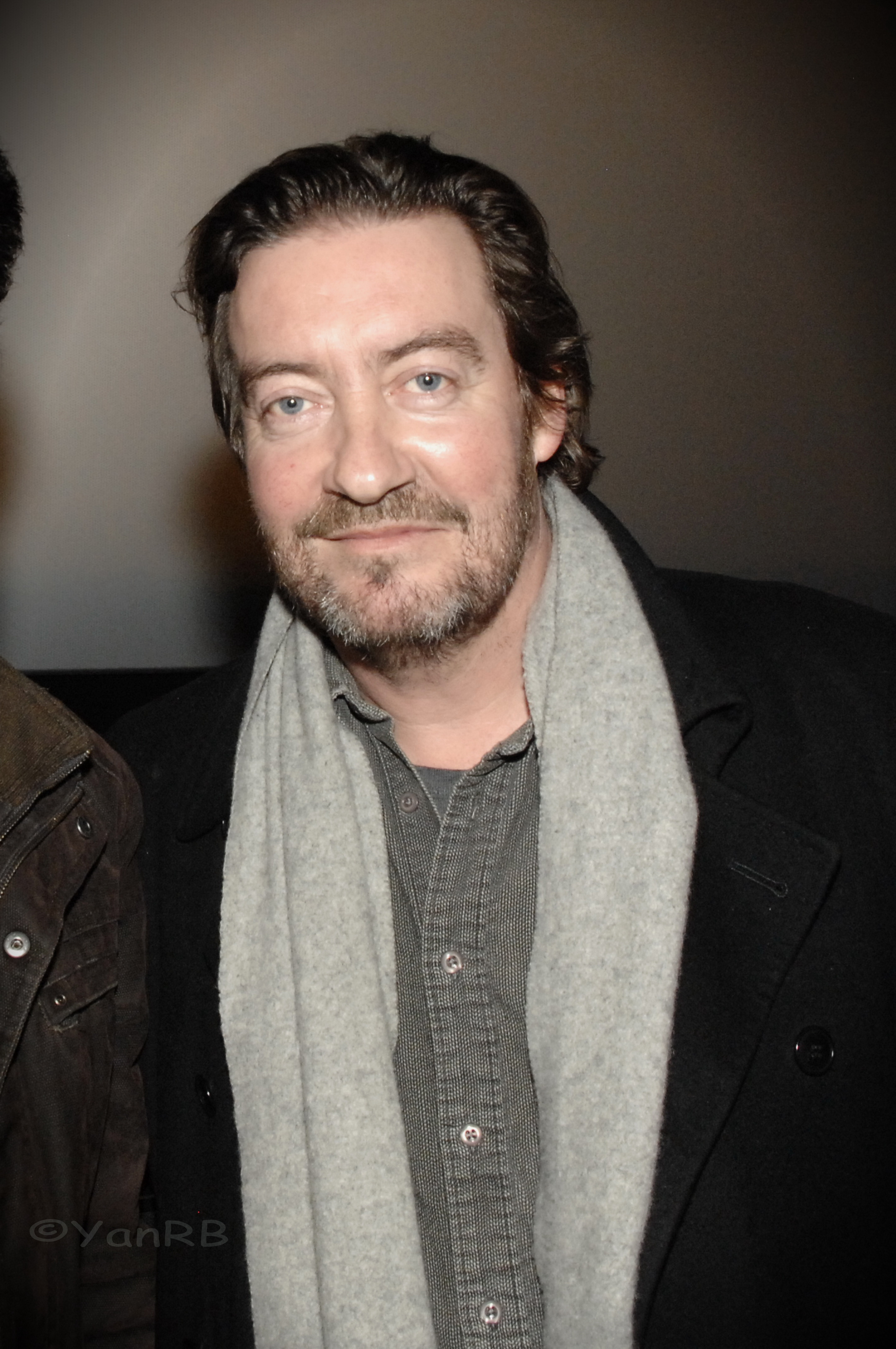
Philippe Duquesne interpreta Blanchot
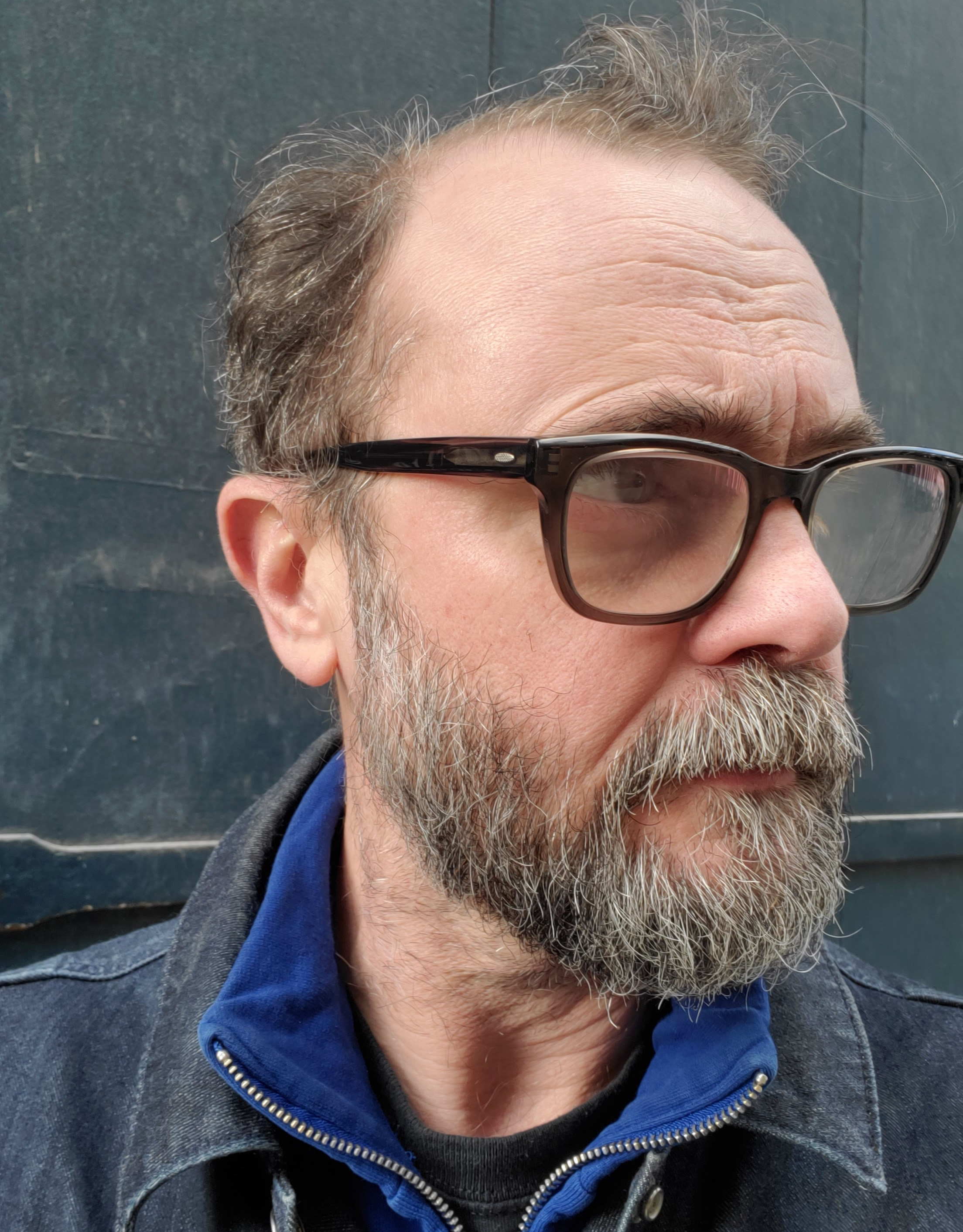
Éric Berger interpreta Alexis Alban
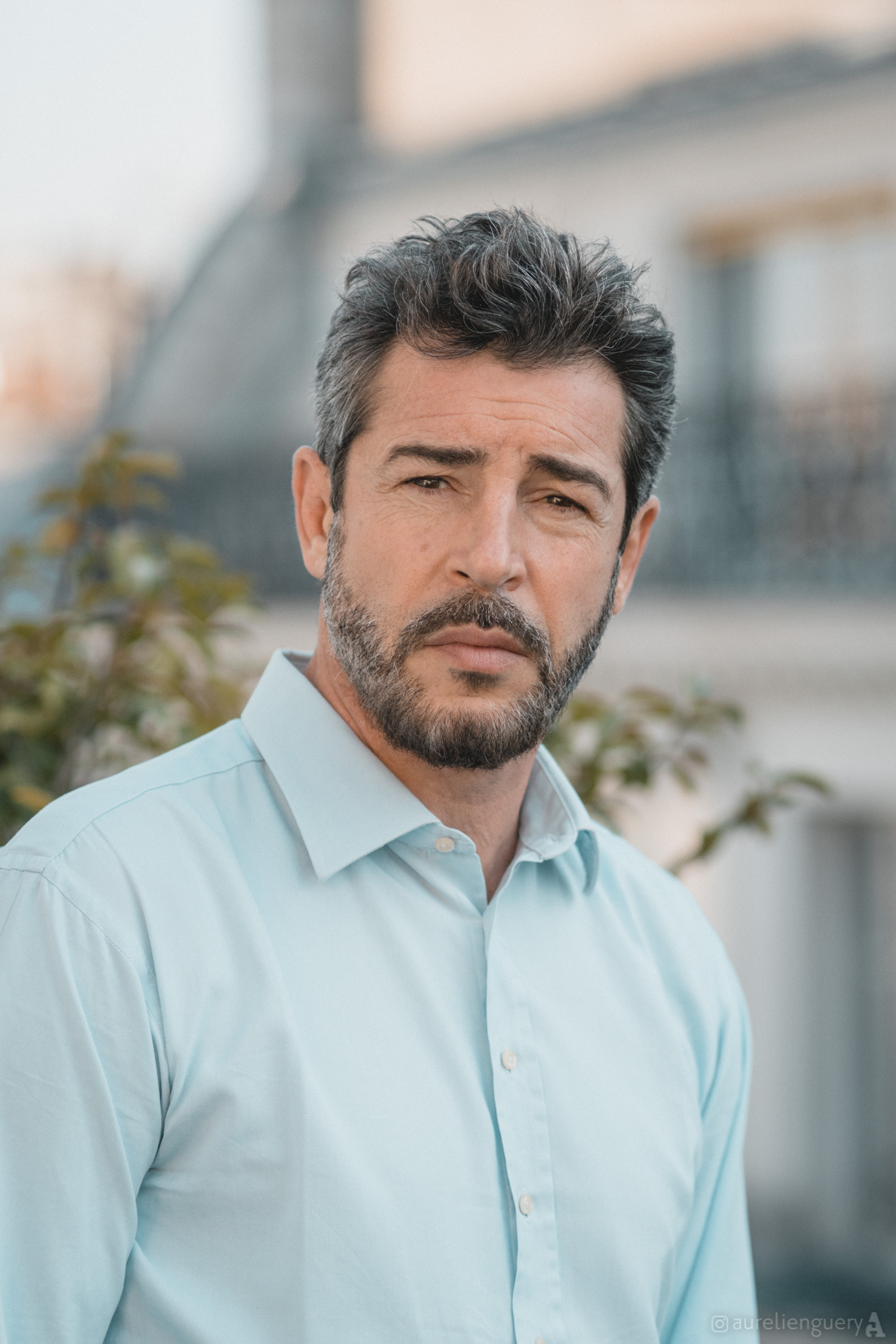
Xavier Lemaître interpreta Christophe
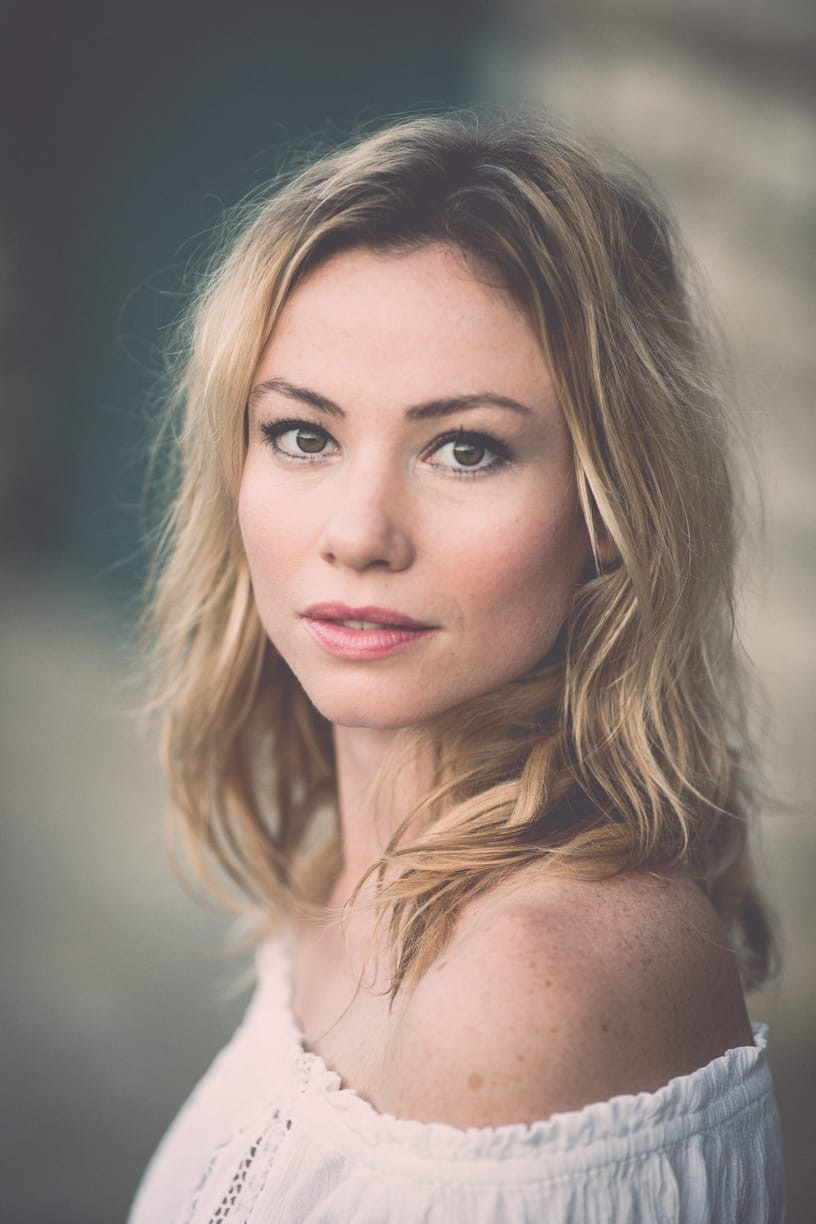
Maud Baecker interpreta Emma Bosco
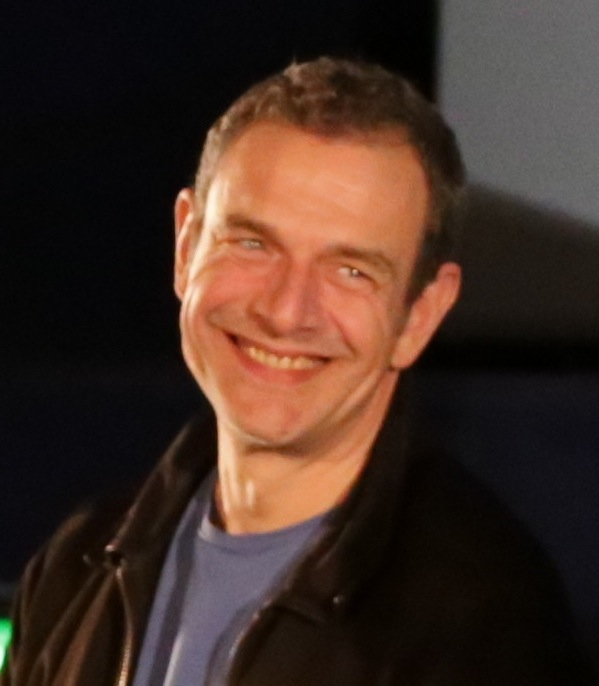
Jean-Yves Berteloot interpreta Guillaume de Chambure

## Distribuzione

### Svizzera
In Svizzera la miniserie composta da 6 puntate da 52 minuti ciascuna, è andata in onda ogni venerdì su RTS Un dal 20 settembre al 4 ottobre 2019 con tre puntate in tre prime serate.

### Belgio
In Belgio la miniserie composta da 6 puntate da 52 minuti ciascuna, è andata in onda ogni martedì su RTBF dal 15 al 29 ottobre 2019 con tre puntate in tre prime serate.

### Francia
In Francia la serie è composta da 6 puntate da 52 minuti ciascuna, è andata in onda ogni giovedì su TF1 dal 17 al 31 ottobre 2019 con due puntate in tre prime serate.

### Italia
In Italia la serie è composta dalle stesse 6 puntate da 52 minuti ciascuna, è andata in onda il martedì in prima serata su Canale 5 il 3 e il 10 agosto 2021 con tre puntate in due serate.

## Produzione

### Sviluppo
A febbraio 2019 TF1 ha annunciato uno spin-off de La mia vendetta (La Vengeance aux yeux clairs) composto da 6 puntate da 52 minuti ciascuna e trasmesso dal 17 al 31 ottobre 2019, incentrato sul personaggio di Olivia Alessandri.

### Riprese
Le riprese della miniserie si sono svolte principalmente nel sud della Francia, in particolare tra Aix-en-Provence, Marsiglia e Nizza.

## Critica
Su AlloCiné, la serie ottiene una valutazione di 2,3/5 di cui 90 valutazioni e 15 recensioni.
Julie Lassale di Télérama, descrive Olivia come una serie che naviga attraverso un oceano di cliché: archi pesanti, dialoghi grondanti di sentimentalismo. Aggiunge che anche il sole di Nizza e lo styling di Laetitia Milot non potevano illuminare questa rapa scura.
La redazione di Télé Loisirs aggiunge che il gioco di Laëtitia Milot purtroppo a volte manca di naturalezza e dell'intrigo della finezza, usando corde pesanti.
I fan di Laëtitia Milot saranno felici di ritrovarla nei panni di Olivia Alessandri annuncia Télé Z, anche se l'insieme sembra un po' ingenuo, la serie difende casi legali interessanti e il trio di malfattori è nuovo quanto l'originale.

## Anacronismi
La miniserie presenta degli anacronismi:
- Si apprende che dopo i suoi dieci anni Lou ha riacquistato l'uso della parola.
- La serie si svolge cronologicamente cinque anni dopo La mia vendetta (La Vengeance aux yeux clairs), Lou ha ormai quindici anni. Oltre a Olivia, è l'unico altro personaggio a tornare nella serie, ma ora interpretata da Dionea Daboville che succede a Clara Boyer.
- La serie è chiaramente ambientata nel 2019, come indicato dalla data di morte su una lapide nel secondo episodio, che collocherebbe gli eventi de La mia vendetta (La Vengeance aux yeux clairs) nel 2014, sebbene entrambe le stagioni siano andate in onda nel 2016 e 2017, rispettivamente, due e tre anni prima che Olivia iniziasse a trasmettere.
- Si apprende che Olivia e Alexandre Chevalier, il padre di Lou con cui aveva ripreso una relazione dopo La mia vendetta (La Vengeance aux yeux clairs), si sono separati per un motivo sconosciuto tre anni dopo, quando Lou aveva tredici anni, e che ora vive sulla sua barca in mare, ma continua a pensare al suo ex compagno e a sua figlia.